# Magyar csillagászok listája
A magyar csillagászok és amatőrcsillagászok listája a magyar csillagászok nevét tartalmazza betűrendben. Születési dátum szerint lásd a csillagászok listáját.

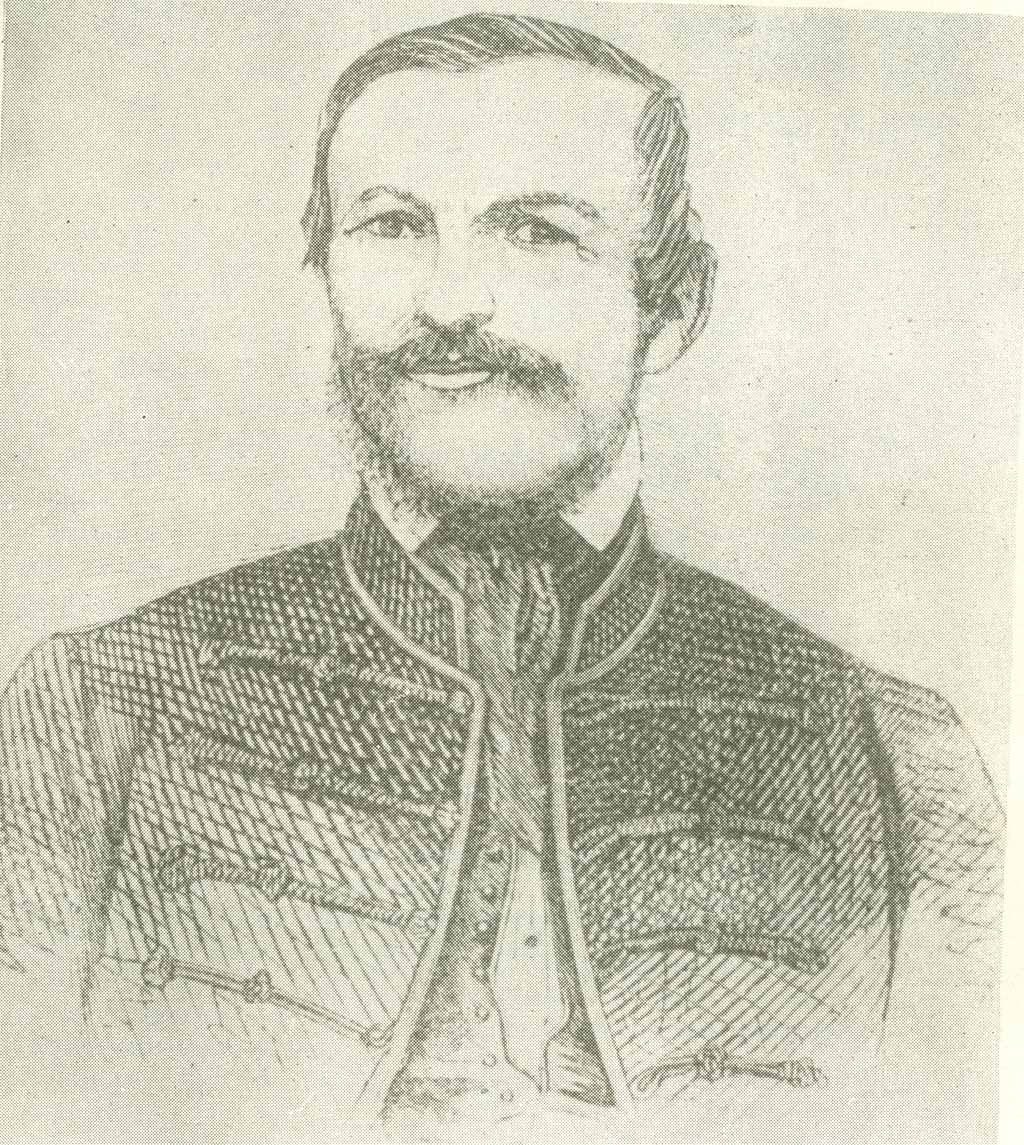
Albert Ferenc

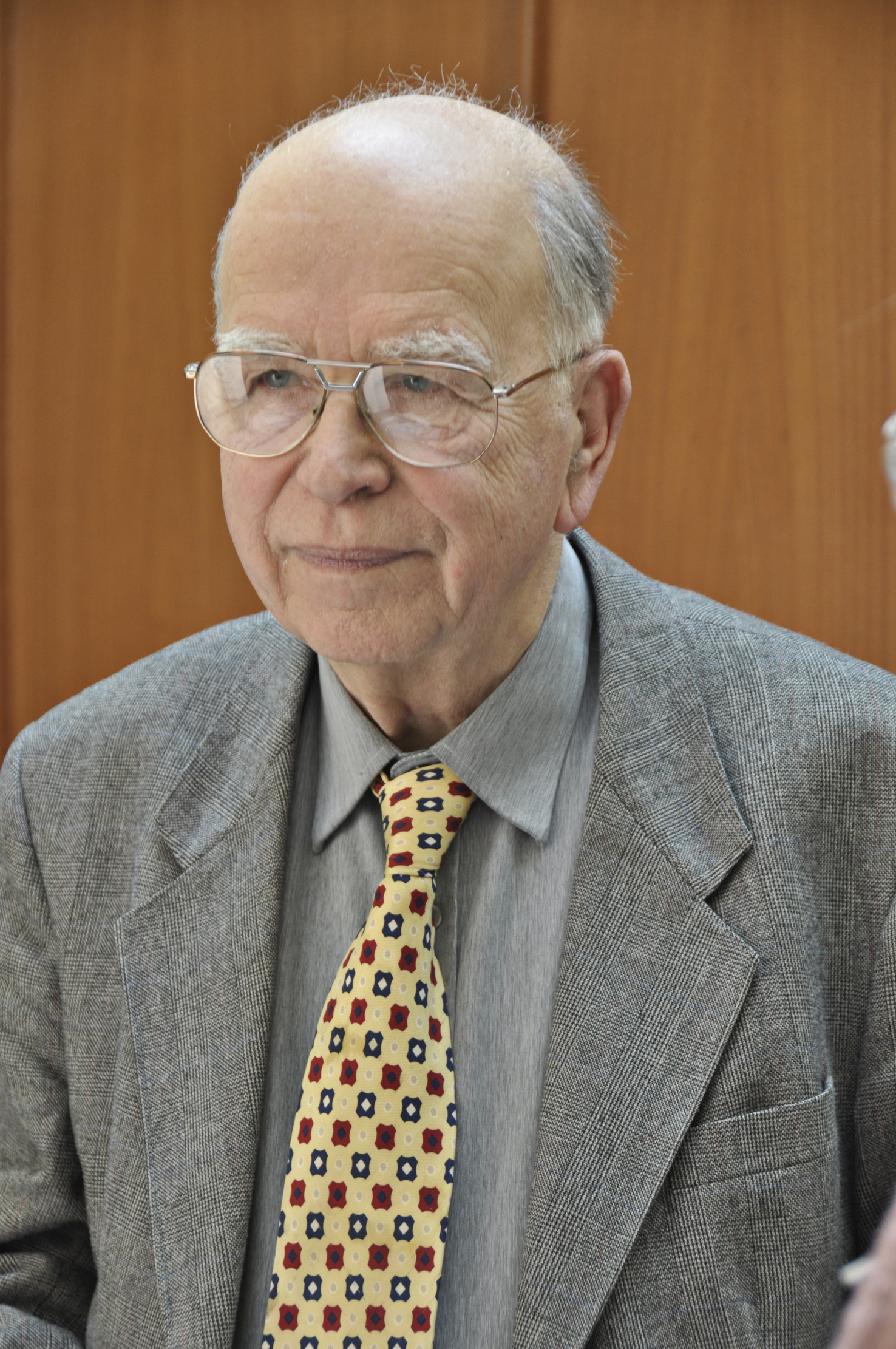
Almár Iván

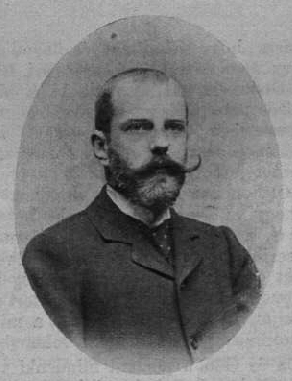
Harkányi Béla

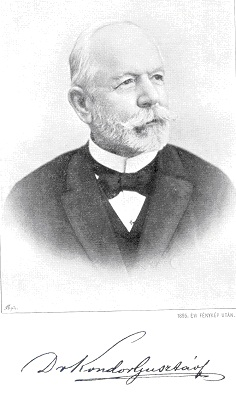
Kondor Gusztáv

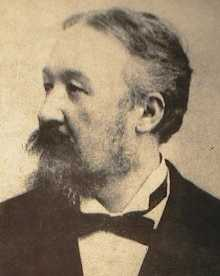
Konkoly Thege Miklós

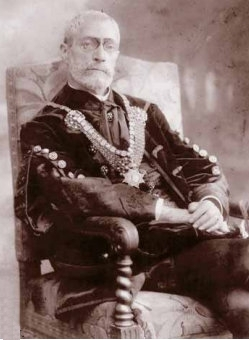
Kövesligethy Radó

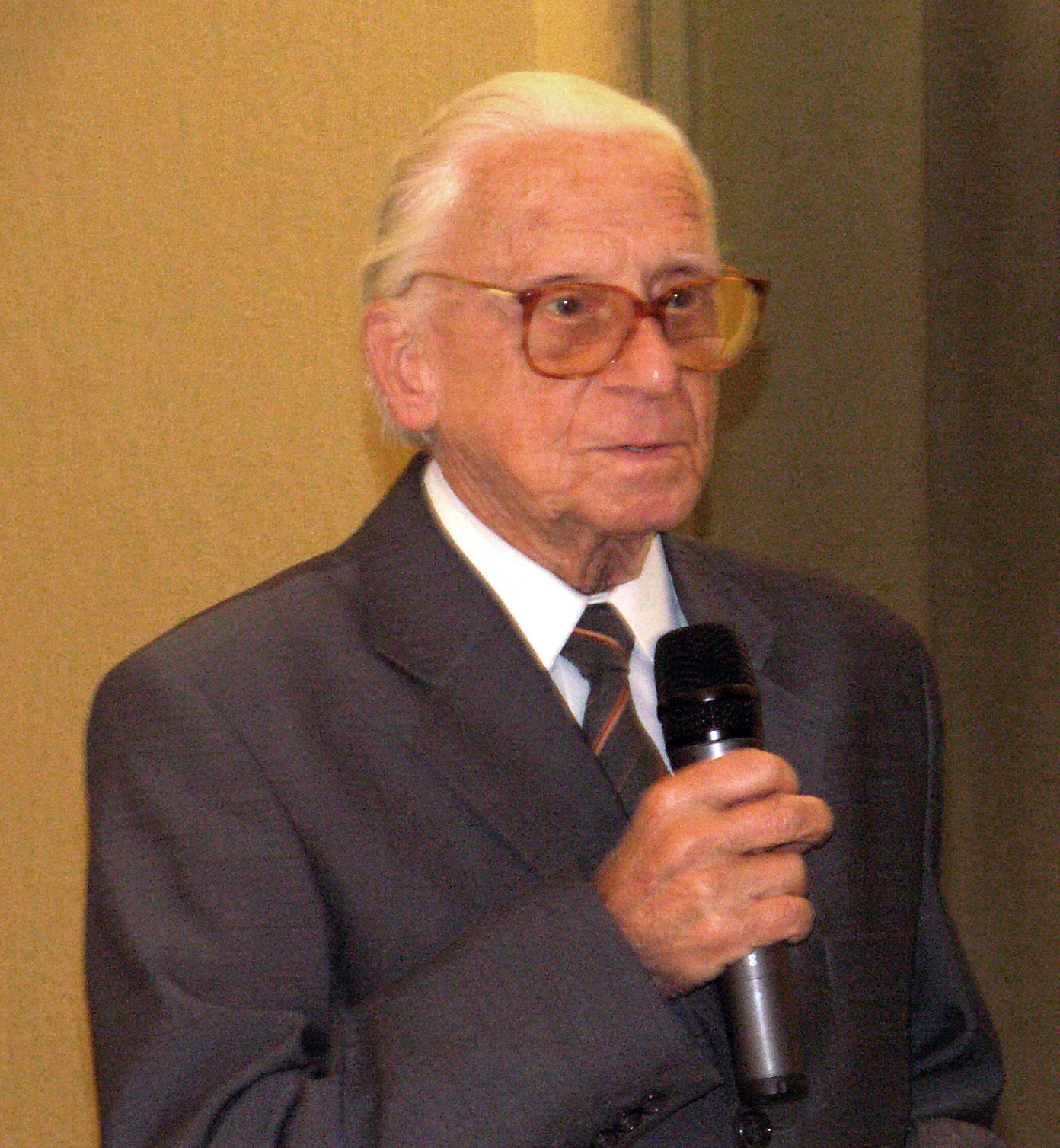
Ponori Thewrewk Aurél
Fotó: Trupka Zoltán

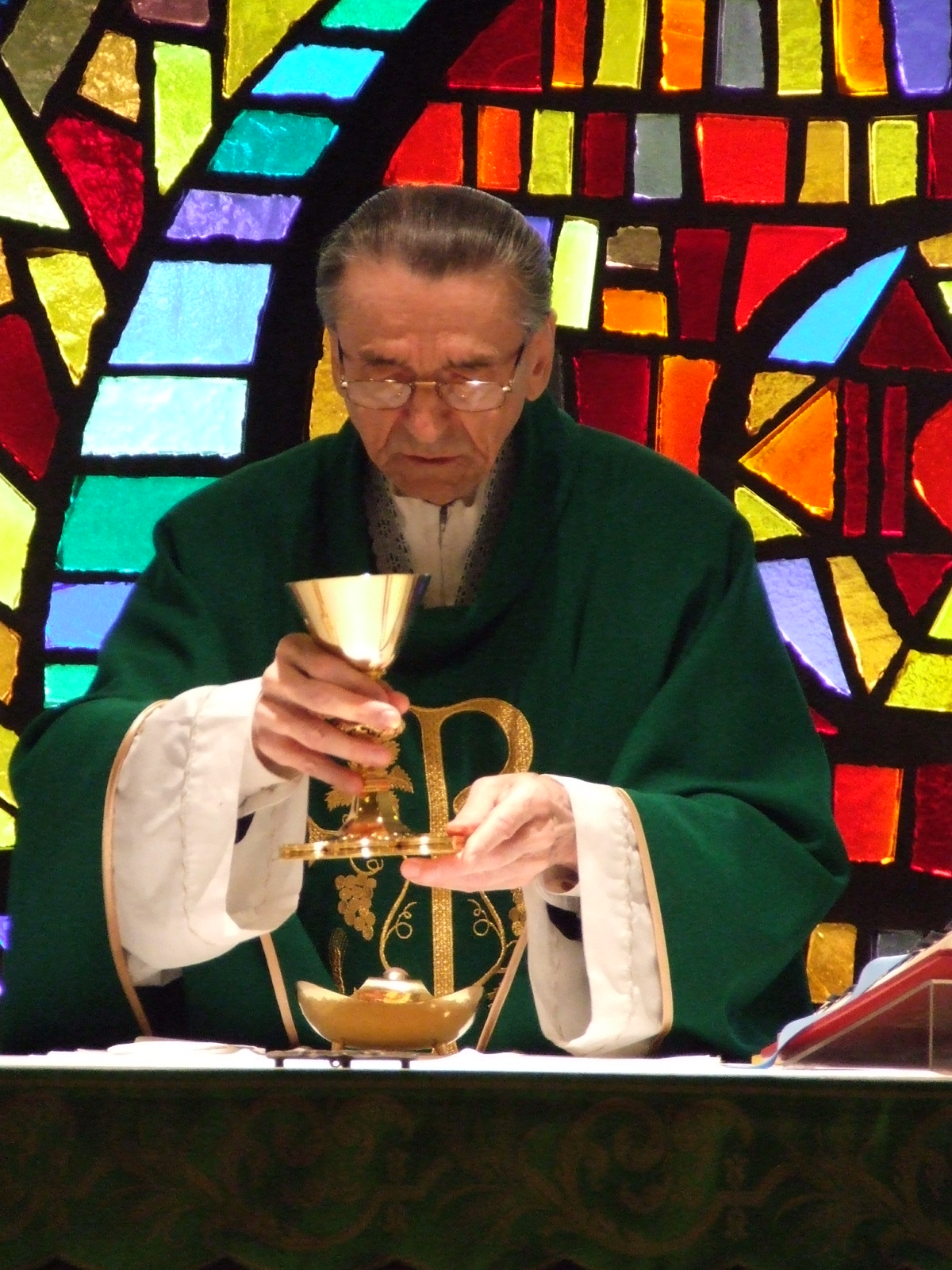
Teres Ágoston

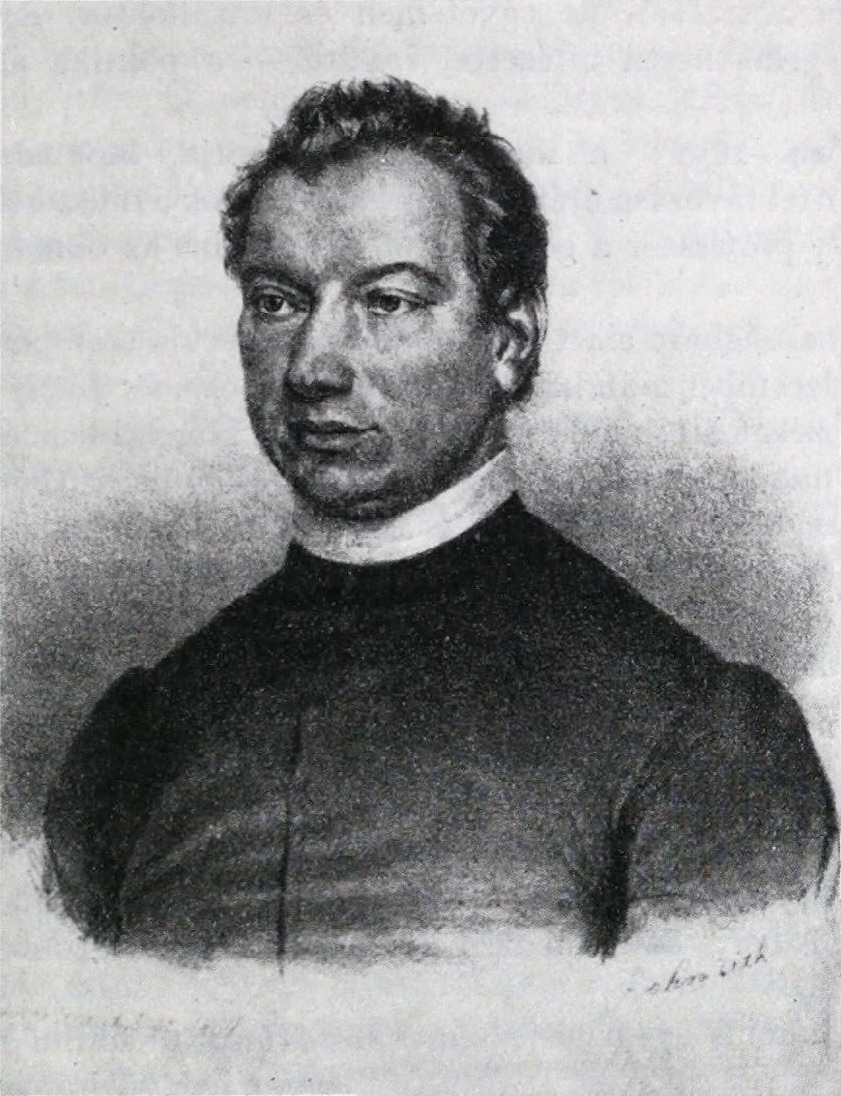
Tittel Pál

| Ábécé szerinti tartalomjegyzék                                                                           |
| --- |
| A, Á B C Cs D Dz Dzs E, É F G Gy H I, Í J K L Ly M N Ny O, Ó Ö, Ő P Q R S Sz T Ty U, Ú Ü, Ű V W X Y Z Zs |

## A, Á
- Ábrahám Péter, az MTA CSFK volt főigazgatója
- Alauda József
- Albert Ferenc
- Almár Iván, űrkutató, a fizikai tudományok doktora.
- Andrássy István (kanonok)
- Angehrn Tivadar
- Apai Dániel

## B
- Bakos Gáspár
- Bakos Gusztáv (1918–1991)
- Balajthi Máté
- Balázs Béla, az ELTE Csillagászati Tanszékének ny. tanszékvezető egy. tanára
- Balázs Júlia (Detre Lászlóné)
- Balázs Lajos,   az MTA Csillagászati és Földtudományi Kutatóközpont Konkoly-Thege Miklós Csillagászati Intézet nyugalmazott igazgatója, az ELTE magántanára
- Baranyi Tünde
- Barcza Szabolcs
- Bardócz András
- Barlai Katalin
- Bebesi Zsófia, űrkutató
- Benkő József
- Berkó Ernő, amatőrcsillagász
- Bíró Imre Barna, SZTE Bajai Obszervatórium
- Bódi Attila, PhD, Csillagászati és Földtudományi Kutatóközpont, Konkoly-Thege Miklós Csillagászati Intézet
- Bogdán Ákos, a Harvard-Smithsonian Center for Astrophysics asztrofizikusa
- Bognár Zsófia (Sódorné Bognár Zsófia) dr., csillagász, tudományos főmunkatárs, HUN-REN CSFK KTM CSI
- Boldog Ádám
- Borkovits Tamás dr., SZTE Bajai Obszervatórium
- Both Előd dr., fizikus, csillagász, ismeretterjesztő, a Magyar Űrkutatási Iroda igazgatója
- Bruna Xavér Ferenc

## C
- Csabai István, asztrofizikus, egyetemi tanár, ELTE Komplex Rendszerek Fizikája Tanszék
- Csada Imre,
- Csák Balázs, ELTE Gothard Asztrofizikai Obszervatórium, Szombathely
- Csengeri Tímea,
- Csizmadia Szilárd

## Cs
- Csörnyei Géza

## D
- Dajka Emese
- Dálya Gergely
- Dálya Zsuzsanna
- Dencs Zoltán
- Derekas Alíz
- Detre László (csillagász)
- Dezső Lóránt, (1914. május 7. – 2003. december 16.)

## E, É
- Erdélyi Róbert
- Erdős Géza, fizikus, űrkutató
- Érdi Bálint, az ELTE Csillagászati Tanszékének ny. tanszékvezető egy. tanára
- E. Kovács Zoltán csillagász, a Kecskeméti Planetárium igazgatója.

## F
- Facskó Gábor Dr., fizikus-csillagász, programozó matematikus, posztdoktori ösztöndíjas, Finnish Meteorological Institute, Helsinki
- Fejes István Dr., csillagász (rádiócsillagász), szakmai tanácsadó, Kozmikus Geodéziai Obszervatórium, Penc.
- Frey Sándor Dr., csillagász, Kozmikus Geodéziai Obszervatórium, Penc
- Fényi Gyula
- Fockter Zoltán
- Forró Adrienn
- Földes István
- Fűrész Gábor

## G
- Gabányi Krisztina Dr., csillagász (rádiócsillagász), Kozmikus Geodéziai Obszervatórium, Penc.
- Gerlei Ottó
- Gothard Jenő
- Guman István
- Grandpierre Attila
- Gruber Lajos

## Gy
- Györgyey Judit (Judit Györgyey-Ries) a Texasi Egyetem (Austin) csillagászati elöadó, a McDonald Obszervatórium tudományos munkatársa
- Győri Lajos

## H
- Hajdu Tamás
- Harkányi Béla
- Hédervári Péter, (1931–1984)
- Hegedüs Tibor az SZTE Bajai Obszervatóriumának igazgatója
- Hell Miksa
- Herczeg Tibor, (1929-2014)
- Hettyei János (1798-1855), az állatövi fény első magyar megfigyelője; forrásértékűek tűzgömbökkel, napfogyatkozásokkal kapcsolatos összegyűjtött néprajzi adatai
- Hollósy Jusztinián
- Honterus János
- Horváth András Dr., űrkutató csillagász, a Magyar Asztronautikai Társaság elnöke, az akadémiai KTM Csillagászati Kutatóintézet főmunkatársa, a Collegium Budapest Asztrobiológiai Csoportjának és az MTA Geonómiai Tudományos Bizottságának a tagja.
- Horváth István, fizikus, csillagász, a Nemzeti Közszolgálati Egyetem tanszékvezető egyetemi tanára.

## I, Í
- Ill Márton, (1930-2015)
- Illés Erzsébet
- Izsák Imre

## J
- Jankovics István, az ELTE Gothard Asztrofizikai Obszervatórium ny. igazgatója
- Jánossy Lajos
- Jurcsik Johanna

## K
- Kálmán Béla, az MTA CSFK CSI Napfizikai Obszervatóriumának ny. igazgatója
- Kanyó Sándor
- Kecskeméty Károly, fizikus, űrkutató
- Keszthelyi Sándor, (csillagászattörténet, tudománytörténeti bibliográfiák)
- Kereszturi Ákos
- Kiss Csaba, P.
- Kiss György a nagyszénási csillagda alapítója
- Kiss László, fizikus, az MTA lev. tagja, az MTA CSFK főigazgatója
- Kelemen János
- Kmeth Dániel
- Kolláth Zoltán, fizikus-csillagász, az MTA CSFK CSI tudományos tanácsadója, az MCSE elnöke,
- Kondor Gusztáv (1848-ig Krauze Gusztáv), csillagász, geodéta, matematikus, a Magyar Tudományos Akadémia levelező tagja.
- Konkoly Thege Miklós
- Kóspál Ágnes
- Kovács Gábor
- Kovács Géza, a fiz. tud. doktora, az MTA CSFK CSI tudományos tanácsadója
- Kovács József dr., csillagász, tudományos főmunkatárs, ELTE Gothard Asztrofizikai Obszervatórium, Szombathely
- Kovács Orsolya Eszter
- Kovács Tamás
- Könyves-Tóth Réka
- Kővári Zsolt
- Kövesligethy Radó
- Kriskovics Levente csillagász
- Krudy Jenő Ödön orvos, amatőrcsillagász
- Kulin György Dr., csillagász, számos kisbolygó és egy üstökös felfedezője, a csillagászat fáradhatatlan népszerűsítője, a magyar amatőrcsillagászat atyja.
- Kun Emma
- Kun Mária

## L
- Ladányi Tamás asztrofotográfus, tanár, amatőrcsillagász a "The World At Night" nemzetközi elit fotós szervezet tagja.
- Lassovszky Károly, (1897–1961)
- Löw Móritz (1841–1900) magyar származású német csillagász, a német Geodetisches Institut osztályvezetője
- Ludmány András
- Lukács Béla
- Lovas Miklós (1931–2019) csillagász

## M
- Mahler Ede
- Mayer-Lambert Ferenc
- Marik Miklós
- Marschalkó Gábor
- Mészáros Szabolcs, ELTE Gothard Asztrofizikai Obszervatórium, Szombathely
- Mizser Attila, Magyar Csillagászati Egyesület főtitkára,
- Molnár László
- Moór Attila
- Móra (Moravetz) Károly, (1899–1938)
- Muraközy Judit

## N
- Nagy Imre, csillagász, égi mechanikus, Nemzeti Közszolgálati Egyetem
- Nagy Károly
- Nagy Sándor Dr., csillagász, Kozmikus Geodéziai Obszervatórium, Penc
- Nagy Zsófia

## O, Ó
- Oláh Katalin
- Ozsváth István

## P
- Paál György
- Pál András
- Pál Bernadett
- Paparó Margit
- Paragi Zsolt
- Patkós László
- Perger Krisztina
- Petrovay Kristóf, az ELTE Csillagászati Tanszékének tanszékvezető egy. tanára
- Pintér Sándor
- Plachy Emese
- Ponori Thewrewk Aurél, Magyar Csillagászati Egyesület örökös Elnöke
- Posztóczky Károly

## R
- Regály Zsolt

## S
- Sajnovics János
- Sándor Zsolt, az ELTE Csillagászati Tanszékének adjunktusa
- Sárneczky Krisztián, számos kisbolygó felfedezője
- Schulhof Lipót
- Seli Bálint
- Sódor Ádám
- Steinmann Vilmos
- Stermeczky Zsófia (Kovács-Stermeczky Zsófia)
- Süli Áron

## Sz
- Szabados László, dr, csillagász, tudományos tanácsadó, MTA Csillagászati és Földtudományi Kutatóközpont Konkoly-Thege Miklós Csillagászati Intézet
- Szabó M. Gyula, az ELTE Gothard Asztrofizikai Obszervatórium és Multidiszciplináris Kutatóközpont igazgatója
- Szabó Róbert, a Csillagászati és Földtudományi Kutatóközpont Konkoly-Thege Miklós Csillagászati Intézet igazgatója
- Szabó Zsófia
- Szakáts Róbert
- Szalai Tamás
- Szalay A. Sándor
- Szatmáry Károly dr, csillagász, egyetemi tanár, SZTE, a Szegedi Csillagvizsgáló vezetője, Szeged
- Szeidl Béla
- Szegő Károly, fizikus, űrkutató
- Szentmártoni Béla amatőrcsillagász, az Albireo Amatőrcsillagász Klub és az Albireo (folyóirat) kiadvány alapítója
- Szebehely Győző
- Szécsényi-Nagy Gábor dr, csillagász, egyetemi adjunktus, ELTE,
- Sziládi Katalin, csillagász, SZTE, Szeged
- Szilágyi Máté
- Sztakovics János
- Sztankó Nándor

## T
- Takácsné Farkas Anikó
- Tarczay-Nehéz Dóra
- Tass Antal, (1876–1937)
- Teres Ágoston
- Tátrallyay Mariella, űrkutató
- Terkán Lajos
- Tibor Mátyás, (1902–1995)
- Tittel Pál
- Tóth Imre
- Tóth L. Viktor

## V
- van Driel-Gesztelyi Lídia
- Varga Márta
- Veres Péter csillagász, asztrofizikus, University of Alabama in Huntsville
- Vincze Ildikó, ELTE Gothard Asztrofizikai Obszervatórium, Szombathely
- Vinkó József (1965) csillagász, fizikus
- Vida Krisztián
- Virághalmy Géza
- Vörös Ádám (1985–), csillagász,[1] űrtudományi szakember[2]

## W
- Weinek László, (1848–1913)
- Weiss Ferenc (Xavér)
- Wodeczky József, (1872–1956)
- Wonaszek A. Antal, (1871–1902)

## Z
- Zách János Ferenc
- Zerinváry Szilárd
- Zombori Ottó Dr., csillagász, az Uránia Csillagvizsgáló ny. igazgatója
- Zsidi Gabriella
- Zsoldos Endre